# Inu to Hasami wa Tsukaiyō
Inu to Hasami wa Tsukaiyō (犬とハサミは使いよう) còn được biết với tên InuHasa (犬ハサ) là loạt light novel do Sarai Shunsuke thực hiện và Nabeshima Tetsuhiro minh họa. Tác phẩm bắt đầu phát hành từ ngày 28 tháng 2 năm 2011 đến ngày 30 tháng 1 năm 2015 bởi Enterbrain thông qua nhãn hiệu Famitsu Bunko. 
Tác phẩm cũng đã được chuyển thể thành các loại hình truyền thông khác như manga và anime. Ōniwa Kamon đã thực hiện chuyển thể manga và đăng trên tạp chí Shōnen Ace từ ngày 26 tháng 5 năm 2012. Gonzo đã thực hiện chuyển thể anime và phát sóng từ ngày 01 tháng 7 đến ngày 16 tháng 9 năm 2013.

## Tổng quan

### Sơ lược cốt truyện
Cốt truyện xoay quanh cuộc sống của Kazuhito Harumi người rất đam mê đọc sách nhưng sau đó bị giết trong vụ cướp khi anh cố bảo vệ một cô gái. Lúc tỉnh dậy Kazuhito thấy mình đang ở trong hình hài của một chú chó và chả ai hiểu anh đang nói gì, sau đó anh gặp Kirihime Natsuno cô gái mà anh đã cố cứu và biết được rằng cô chính là nữ nhà văn mà anh hâm mộ. Khi Kirihime nhận ra anh là người đã cứu mình bây giờ đang kẹt trong lốt chó cô đã mời anh ở lại nhà của mình vì cảm thấy có trách nhiệm trong cái chết của anh, cô cũng là một trong số ít người có thể giao tiếp được với anh trong hình dáng mới. Kirihime có tình cảm với Kazuhito và ghen khi anh tiếp xúc với các cô gái khác cũng như thích "tra tấn" anh chàng nhất là khi anh nói về vòng một của mình, cô có thể sử dụng một cây kéo sắc như kiếm làm vũ khí với độ chính xác ấn tượng.

### Nhân vật
Harumi Kazuhito (春海 和人, はるみ かずひと)
Lồng tiếng bởi: Sakurai Takahiro
Natsuno Kirihime (夏野 霧姫, なつの きりひめ) / Akiyama Shinobu (秋山 忍, あきやま しのぶ)
Lồng tiếng bởi: Inoue Marina
Honda Fumio (本田 文夫, ほんだ ふみお)
Lồng tiếng bởi: Ōkawa Tōru
Honda Sakura (本田 桜, ほんだ さくら)
Lồng tiếng bởi: Uchida Maaya
Honda Yayoi (本田 弥生, ほんだ やよい)
Lồng tiếng bởi: Igarashi Hiromi
Inukai Kiyoshi (犬飼 潔, いぬかい きよし)
Lồng tiếng bởi: Hatano Wataru
Harumi Madoka (春海 円香, はるみ まどか)
Lồng tiếng bởi: Asumi Kana
Hiiragi Suzuna (柊 鈴菜, ひいらぎ すずな)
Lồng tiếng bởi: Itō Shizuka
Munakata Wanriki (宗像 腕力, むなかた わんりき)
Lồng tiếng bởi: Inada Tetsu
Nakahara Tōji (中原 冬至, なかはら とうじ)
Lồng tiếng bởi: Koyama Rikiya
Oosawa Hami (大澤 愁山, おおさわ しゅうざん)
Lồng tiếng bởi: Ishizuka Yukinori
Oosawa Wami (大澤 映見, おおさわ はみ)
Lồng tiếng bởi: Kakuma Ai
Akizuki Makishi (秋月 マキシ, あきづき マキシ)
Lồng tiếng bởi: Serizawa Yū
Hotokezaka Daimon (仏坂 大門, ほとけざか だいもん)
Lồng tiếng bởi: Koyama Rikiya
Himehagi Momiji (姫萩 紅葉, ひめはぎ もみじ)
Lồng tiếng bởi: Kayano Ai
Himehagi Kurou (姫萩 九郎, ひめはぎ くろう)
Moribe Sachi (森部 佐茅, もりべ さち)
Lồng tiếng bởi: Saitō Chiwa
Mutsuta Nao (陸奥田 奈央, むつた なお)
Sorato Arishia (空戸 アリシア, そらと アリシア)
Yamada Hinako (山田 雛子, やまだ ひなこ)
Sumiya Yuki (住谷 夕樹, すみや ゆき)
Lồng tiếng bởi: Iguchi Yuka
Hīragi Nazuna (柊 菜沙, ひいらぎ なずな)
Minagawa Maho (水無川 真秀, みながわ まほ)
Shiomachi Yūto (汐待 佑斗, しおまち ゆうと)
Hayasaki Sutera (早崎 ステラ, はやさき ステラ)
Hozumi Raika (穂積 雷火, ほづみ らいか)

## Truyền thông

### Light novel
Light novel do Sarai Shunsuke thực hiện và Nabeshima Tetsuhiro minh họa. Tác phẩm bắt đầu phát hành từ ngày 28 tháng 2 năm 2011 từ ngày 30 tháng 1 năm 2015 bởi Enterbrain thông qua nhãn hiệu Famitsu Bunko thẳng thành các bunkobon chứ không đăng trên tạp chí. Tổng cộng có 14 tập được phát hành trong đó có 10 tập chính và 4 tập tổng hợp các mẫu truyện ngắn. Sharp Point Press đã đăng ký để phát hành loạt tiểu thuyết này tại Đài Loan.

### Drama CD
Một phiên bản drama CD có tên Inu to Hasami wa Tsukaiyō Isoite wa Inu wo Shi Sonjiru (犬とハサミは使いよう 急いては犬をし損じる) đã phát hành vào ngày 07 tháng 3 năm 2012 như một phần trong bộ đĩa Famitsu Bunko drama CD "FB CollectDrama".

### Manga
Ōniwa Kamon đã thực hiện chuyển thể manga của tiểu thuyết và đăng trên tạp chí dành cho shōnen là Shōnen Ace của Kadokawa Shoten từ ngày 26 tháng 5 năm 2012. Kadokawa Shoten sau đó đã tập hợp các chương lại để phát hành thành các tankōbon, tính đến ngày 26 tháng 8 năm 2013 thì đã có 3 tập được phát hành.

### Anime
Gonzo đã thực hiện chuyển thể anime và phát sóng từ ngày 01 tháng 7 đến ngày 16 tháng 9 năm 2013 với 12 tập trên các kên AT-X, Sun TV, Tokyo MX và TV Kanagawa. Sentai Filmworks đã đăng ký bản quyền phiên bản tiếng Anh của bộ anime để tiến hành phân phối tại thị trường Bắc Mỹ còn Madman Entertainment thì đăng ký tại Úc và New Zealand.

### Trò chơi điện tử
Một trò chơi điện tử có tên Inu to Hasami wa Tsukaiyō Dokusho Hyaku-ben inu kara Tsūzu (犬とハサミは使いよう 読書百遍犬から通ず) đã được thực hiện và phát hành cho hệ iOS/Android. Trò chơi có hai chế độ là giải đố và visual novel, trong đó chế độ giải đố tập trung vào các câu hỏi trong khi visual novel tập trung đi sâu vào cốt truyện.

### Âm nhạc
Bộ anime có hai bài hát chủ đề, một mở đầu và một kết thúc. Bài hát mở đầu có tên Wanwanwanwan N_1!! (わんわんわんわんN_1!!) do Inu Musume Club trình bày, bài hát này còn được dùng làm bài hát kết thúc tập 12, bài hát kết thúc có tên Lemonade Scandal do Serizawa Yū trình bày, đĩa đơn chứa hai bài hát đã phát hành vào ngày 17 tháng 7 năm 2013. Album chứa các bản nhạc dùng trong bộ anime đã phát hành vào ngày 09 tháng 10 năm 2013.
Một bộ gồm 7 đĩa đơn chứa các bài hát do các nhân vật trình bày đã phát hành từ ngày 31 tháng 7 đến ngày 25 tháng 9 năm 2013. Album chứa các bài hát do các nhân vật trình bày thì phát hành vào ngày 11 tháng 9 năm 2013 và album khác phát hành vào ngày 19 tháng 2 năm 2014, cả hai album này đều đính kèm một đĩa chứa đoạn phim trình bày nhạc phẩm.
| Wanwanwanwan N_1!! (わんわんわんわんN_1!!) | Wanwanwanwan N_1!! (わんわんわんわんN_1!!)                                 | Wanwanwanwan N_1!! (わんわんわんわんN_1!!) |
| STT                                        | Nhan đề                                                                    | Thời lượng                                 |
| ------------------------------------------ | -------------------------------------------------------------------------- | ------------------------------------------ |
| 1.                                         | "Wanwanwanwan N_1!! (わんわんわんわんN_1!!)"                               | 3:59                                       |
| 2.                                         | "Lemonade Scandal (レモネイドスキャンダル)"                                | 4:25                                       |
| 3.                                         | "Wanwanwanwan N_1!! (Instrumental) (わんわんわんわんN_1!! (Instrumental))" | 3:59                                       |
| 4.                                         | "Lemonade Scandal (Instrumental) (レモネイドスキャンダル (Instrumental))"  | 4:24                                       |
| Tổng thời lượng:                           | Tổng thời lượng:                                                           | 16:48                                      |

| Inu to Hasami wa Tsukaiyō Original Soundtrack Uta to Gekiban wa Tsukaiyou (犬とハサミは使いよう オリジナルサウンドトラック 歌と劇伴は使いよう) | Inu to Hasami wa Tsukaiyō Original Soundtrack Uta to Gekiban wa Tsukaiyou (犬とハサミは使いよう オリジナルサウンドトラック 歌と劇伴は使いよう) | Inu to Hasami wa Tsukaiyō Original Soundtrack Uta to Gekiban wa Tsukaiyou (犬とハサミは使いよう オリジナルサウンドトラック 歌と劇伴は使いよう) |
| STT | Nhan đề | Thời lượng |
| --- | --- | --- |
| 1. | "Inu to Hasami wa Tsukaiyou (犬とハサミは使いよう)"                                                                                            | 1:38 |
| 2. | "Shujinkou no, Toujou yo (主人公の、登場よ)"                                                                                                   | 1:22 |
| 3. | "Nanika... Kuruu (何か…来るっ)" | 0:19 |
| 4. | "Hajimari no Hajimari (始まりの始まり)" | 1:26 |
| 5. | "Atarimae no Nichijou (当たり前の日常)" | 1:19 |
| 6. | "Nakanaori (仲直り)" | 1:36 |
| 7. | "Sore dewa Hitomazu (それではひとまず)" | 1:39 |
| 8. | "Otona no Iro, Ke...? (大人の色、気…?)" | 1:18 |
| 9. | "Otona no Yoyuu (大人の余裕)" | 1:44 |
| 10. | "Natsukashii Kako (懐かしい過去)" | 1:41 |
| 11. | "Aryarya~ (ありゃりゃ～)" | 1:04 |
| 12. | "Soitsu wa Nai ze... (そいつはないぜ…。)" | 1:12 |
| 13. | "My Pace ni Ikou (マイペースにいこう)" | 1:33 |
| 14. | "Wakuwaku☆Dokidoki (ワクワク☆ドキドキ)" | 1:29 |
| 15. | "Tohoho... (トホホ…)" | 1:07 |
| 16. | "Kazu-nii Daisuki! (和兄ィ大好き!)" | 1:09 |
| 17. | "Haiyoru Kyoufu (這いよる恐怖)" | 1:01 |
| 18. | "Atashi, Kagayaiteru! (あたし、輝いてる!)" | 1:54 |
| 19. | "Mainichi ga Tokubetsu (毎日がトクベツ)" | 1:29 |
| 20. | "Yasashii Kimochi de (やさしいきもちで)" | 1:02 |
| 21. | "Nonbiri to (のんびりと)" | 1:36 |
| 22. | "Kono Kimochi wa...? (この気持ちは…?)" | 1:23 |
| 23. | "Awai Koigokoro (淡い恋心)" | 1:28 |
| 24. | "Yuruyaka na Jikan (ゆるやかな時間)" | 1:28 |
| 25. | "Tehehe (てへへ)" | 1:21 |
| 26. | "Warudakumi (わるだくみ)" | 1:13 |
| 27. | "Oshitoyaka ni (おしとやかに)" | 1:01 |
| 28. | "Mieta Kibou (見えた希望)" | 1:28 |
| 29. | "Kibou wo Tsukamu made (希望をつかむまで)" | 1:28 |
| 30. | "Kuyashisa wo Koraete (悔しさをこらえて)" | 1:23 |
| 31. | "Nandodemo (何度でも)" | 1:42 |
| 32. | "Nokoshite Kita Mono (残してきたもの)" | 1:23 |
| 33. | "Koukai to Kuyashisa to (後悔と悔しさと)" | 1:19 |
| 34. | "Doushite Kou Natta (どうしてこうなった)" | 1:04 |
| 35. | "Honyararara (ほにゃららら)" | 1:20 |
| 36. | "Battle Kaishi (バトル開始)" | 1:44 |
| 37. | "Fuon na Kuuki (不穏な空気)" | 1:18 |
| 38. | "Saa Iku zo! (さあ行くぞ!)" | 1:37 |
| 39. | "Okashi na Onna (おかしな女)" | 1:31 |
| 40. | "Uzumaku Fuan (渦巻く不安)" | 1:18 |
| 41. | "Nigasanai (逃がさない)" | 1:43 |
| 42. | "Gekitou (激闘)" | 1:40 |
| 43. | "Makerarenai Tatakai ga Soko ni Aru (負けられない戦いがそこにある)"                                                                            | 1:17 |
| 44. | "Jiwajiwa to (じわじわと)" | 1:02 |
| 45. | "Konwaku (困惑)" | 1:30 |
| 46. | "Kore wa Ittai...? (これは一体…?)" | 1:13 |
| 47. | "Fuon na Funiki (不穏な雰囲気)" | 0:42 |
| 48. | "Ittai Dou naru? (一体どうなる?)" | 0:36 |
| 49. | "Tohohohoho... (トホホホホ…)" | 0:27 |
| 50. | "Sonna Rifujin na (そんな理不尽な)" | 0:29 |
| 51. | "Yuruginai Omoi (ゆるぎない思い)" | 0:38 |
| 52. | "Natsukashii Basho (懐かしい場所)" | 0:41 |
| 53. | "Eyecatch (アイキャッチ)" | 0:07 |
| 54. | "Subtitle (サブタイトル)" | 0:08 |
| 55. | "Maid no Tame ni Kane wa Naru ~Choujuusha Mokushiroku yori~ (メイドの為に鐘は鳴る ～超従者黙示録より～)"                                       | 1:48 |
| 56. | "Wanwanwanwan N_1!! (TV size) (わんわんわんわんN_1!! (TV size))"                                                                               | 1:31 |
| 57. | "Lemonade Scandal (TV size) (レモネイドスキャンダル (TV size))"                                                                                | 1:31 |
| Tổng thời lượng: | Tổng thời lượng: | 1:12:10 |

| Inu to Hasami wa Tsukaiyō Character Song 1 "Kaikan Parameter" Natsuno Kirihime (犬とハサミは使いよう キャラクターソング 1「快感パラメーター」 夏野霧姫) | Inu to Hasami wa Tsukaiyō Character Song 1 "Kaikan Parameter" Natsuno Kirihime (犬とハサミは使いよう キャラクターソング 1「快感パラメーター」 夏野霧姫) | Inu to Hasami wa Tsukaiyō Character Song 1 "Kaikan Parameter" Natsuno Kirihime (犬とハサミは使いよう キャラクターソング 1「快感パラメーター」 夏野霧姫) |
| STT | Nhan đề | Thời lượng |
| --- | --- | --- |
| 1. | "Kaikan Parameter (快感パラメーター)" | 4:15 |
| 2. | "Wanwanwanwan N_1!! (Kirihime ver.) (わんわんわんわんN_1!! (霧姫 ver.))"                                                                                | 3:59 |
| 3. | "Kaikan Parameter (Instrumental) (快感パラメーター (Instrumental))"                                                                                     | 4:15 |
| 4. | "Wanwanwanwan N_1!! (Kirihime ver.) (Instrumental) (わんわんわんわんN_1!! (霧姫 ver.) (Instrumental))"                                                  | 3:57 |
| Tổng thời lượng: | Tổng thời lượng: | 16:26 |

| Inu to Hasami wa Tsukaiyō Character Song 2 "Little Sister Spice Magic" Harumi Madoka (犬とハサミは使いよう キャラクターソング 2「LITTLE SISTER SPICE MAGIC」 春海円香) | Inu to Hasami wa Tsukaiyō Character Song 2 "Little Sister Spice Magic" Harumi Madoka (犬とハサミは使いよう キャラクターソング 2「LITTLE SISTER SPICE MAGIC」 春海円香) | Inu to Hasami wa Tsukaiyō Character Song 2 "Little Sister Spice Magic" Harumi Madoka (犬とハサミは使いよう キャラクターソング 2「LITTLE SISTER SPICE MAGIC」 春海円香) |
| STT | Nhan đề | Thời lượng |
| --- | --- | --- |
| 1. | "LITTLE SISTER SPICE MAGIC□" | 4:34 |
| 2. | "Wanwanwanwan N_1!! (Madoka ver.) (わんわんわんわんN_1!! (円香 ver.))"                                                                                                 | 3:59 |
| 3. | "LITTLE SISTER SPICE MAGIC□ (Instrumental)" | 4:34 |
| 4. | "Wanwanwanwan N_1!! (Madoka ver.) (Instrumental) (わんわんわんわんN_1!! (円香 ver.) (Instrumental))"                                                                   | 3:57 |
| Tổng thời lượng: | Tổng thời lượng: | 17:04 |

| Inu to Hasami wa Tsukaiyō Character Song 3 "Kookotsu Paradigm" Hiiragi Suzuna (犬とハサミは使いよう キャラクターソング3「恍惚パラダイム」柊鈴菜) | Inu to Hasami wa Tsukaiyō Character Song 3 "Kookotsu Paradigm" Hiiragi Suzuna (犬とハサミは使いよう キャラクターソング3「恍惚パラダイム」柊鈴菜) | Inu to Hasami wa Tsukaiyō Character Song 3 "Kookotsu Paradigm" Hiiragi Suzuna (犬とハサミは使いよう キャラクターソング3「恍惚パラダイム」柊鈴菜) |
| STT | Nhan đề | Thời lượng |
| --- | --- | --- |
| 1. | "Kookotsu Paradigm (恍惚パラダイム)" | 4:34 |
| 2. | "Wanwanwanwan N_1!! (Suzuna ver.) (わんわんわんわんN_1!! (鈴菜 ver.))"                                                                           | 3:59 |
| 3. | "Kookotsu Paradigm (Instrumental) (恍惚パラダイム (Instrumental))"                                                                               | 4:34 |
| 4. | "Wanwanwanwan N_1!! (Suzuna ver.) (Instrumental) (わんわんわんわんN_1!! (鈴菜 ver.) (Instrumental))"                                             | 3:57 |
| Tổng thời lượng: | Tổng thời lượng: | 16:56 |

| Inu to Hasami wa Tsukaiyō Character Song 4 "Gomennasai, Watashi Nanka ga Utatte Shimatte Hontou ni Gomennasai" Ohsawa Hami (犬とハサミは使いよう キャラクターソング4「ごめんなさい、私なんかが歌ってしまってほんとうにごめんなさい」大澤映見) | Inu to Hasami wa Tsukaiyō Character Song 4 "Gomennasai, Watashi Nanka ga Utatte Shimatte Hontou ni Gomennasai" Ohsawa Hami (犬とハサミは使いよう キャラクターソング4「ごめんなさい、私なんかが歌ってしまってほんとうにごめんなさい」大澤映見) | Inu to Hasami wa Tsukaiyō Character Song 4 "Gomennasai, Watashi Nanka ga Utatte Shimatte Hontou ni Gomennasai" Ohsawa Hami (犬とハサミは使いよう キャラクターソング4「ごめんなさい、私なんかが歌ってしまってほんとうにごめんなさい」大澤映見) |
| STT | Nhan đề | Thời lượng |
| --- | --- | --- |
| 1. | "Gomennasai, Watashi Nanka ga Utatte Shimatte Hontou ni Gomennasai (ごめんなさい、私なんかが歌ってしまってほんとうにごめんなさい)" | 4:05 |
| 2. | "Wanwanwanwan N_1!! (Hami ver.) (わんわんわんわんN_1!! (映見 ver.))" | 3:59 |
| 3. | "Gomennasai, Watashi Nanka ga Utatte Shimatte Hontou ni Gomennasai (Instrumental) (ごめんなさい、私なんかが歌ってしまってほんとうにごめんなさい (Instrumental))"                                                                              | 4:05 |
| 4. | "Wanwanwanwan N_1!! (Hami ver.) (Instrumental) (わんわんわんわんN_1!! (映見 ver.) (Instrumental))" | 3:57 |
| Tổng thời lượng: | Tổng thời lượng: | 16:06 |

| Inu to Hasami wa Tsukaiyō Character Song 5 "Nade Nade Nadena!" Honda Sakura ・ Honda Yayoi (犬とハサミは使いよう キャラクターソング5「なでなでなでな!」本田桜・本田弥生) | Inu to Hasami wa Tsukaiyō Character Song 5 "Nade Nade Nadena!" Honda Sakura ・ Honda Yayoi (犬とハサミは使いよう キャラクターソング5「なでなでなでな!」本田桜・本田弥生) | Inu to Hasami wa Tsukaiyō Character Song 5 "Nade Nade Nadena!" Honda Sakura ・ Honda Yayoi (犬とハサミは使いよう キャラクターソング5「なでなでなでな!」本田桜・本田弥生) |
| STT | Nhan đề | Thời lượng |
| --- | --- | --- |
| 1. | "Nade Nade Nadena! (なでなでなでな!)" | 4:10 |
| 2. | "Wanwanwanwan N_1!! (Sakura & Yayoi ver.) (わんわんわんわんN_1!! (桜&弥生 ver.))"                                                                                        | 3:59 |
| 3. | "Nade Nade Nadena! (Instrumental) (なでなでなでな! (Instrumental))" | 4:10 |
| 4. | "Wanwanwanwan N_1!! (Sakura & Yayoi ver.) (Instrumental) (わんわんわんわんN_1!! (桜&弥生 ver.) (Instrumental))"                                                          | 3:57 |
| Tổng thời lượng: | Tổng thời lượng: | 16:16 |

| Inu to Hasami wa Tsukaiyō Character Song 6 "Purgatorium Cerberus" Moribe Sachi (犬とハサミは使いよう キャラクターソング6「Purgatorium Cerberus」森部佐茅) | Inu to Hasami wa Tsukaiyō Character Song 6 "Purgatorium Cerberus" Moribe Sachi (犬とハサミは使いよう キャラクターソング6「Purgatorium Cerberus」森部佐茅) | Inu to Hasami wa Tsukaiyō Character Song 6 "Purgatorium Cerberus" Moribe Sachi (犬とハサミは使いよう キャラクターソング6「Purgatorium Cerberus」森部佐茅) |
| STT | Nhan đề | Thời lượng |
| --- | --- | --- |
| 1. | "Purgatorium Cerberus" | 3:57 |
| 2. | "Wanwanwanwan N_1!! (Sachi ver.) (わんわんわんわんN_1!! (佐茅 ver.))"                                                                                     | 3:59 |
| 3. | "Purgatorium Cerberus (Instrumental)" | 3:57 |
| 4. | "Wanwanwanwan N_1!! (Sachi ver.) (Instrumental) (わんわんわんわんN_1!! (佐茅 ver.) (Instrumental))"                                                       | 3:57 |
| Tổng thời lượng: | Tổng thời lượng: | 15:50 |

| Inu to Hasami wa Tsukaiyō Character Song 7 "Hakanaki Kisetsu ni Mau Chou yo" Himehagi Momiji (犬とハサミは使いよう キャラクターソング7「儚き季節に舞う蝶よ」姫萩紅葉) | Inu to Hasami wa Tsukaiyō Character Song 7 "Hakanaki Kisetsu ni Mau Chou yo" Himehagi Momiji (犬とハサミは使いよう キャラクターソング7「儚き季節に舞う蝶よ」姫萩紅葉) | Inu to Hasami wa Tsukaiyō Character Song 7 "Hakanaki Kisetsu ni Mau Chou yo" Himehagi Momiji (犬とハサミは使いよう キャラクターソング7「儚き季節に舞う蝶よ」姫萩紅葉) |
| STT | Nhan đề | Thời lượng |
| --- | --- | --- |
| 1. | "Hakanaki Kisetsu ni Mau Chou yo (儚き季節に舞う蝶よ)" | 4:54 |
| 2. | "Wanwanwanwan N_1!! (Momiji ver.) (わんわんわんわんN_1!! (紅葉 ver.))"                                                                                                | 3:59 |
| 3. | "Hakanaki Kisetsu ni Mau Chou yo (Instrumental) (儚き季節に舞う蝶よ (Instrumental))"                                                                                  | 4:54 |
| 4. | "Wanwanwanwan N_1!! (Momiji ver.) (Instrumental) (わんわんわんわんN_1!! (紅葉 ver.) (Instrumental))"                                                                  | 3:57 |
| Tổng thời lượng: | Tổng thời lượng: | 17:44 |

| Inu to Hasami wa Tsukaiyō Character Mini Album "Shining!!" Akizuki Maxi (犬とハサミは使いよう キャラクターミニアルバム「Shining!!」秋月マキシ) | Inu to Hasami wa Tsukaiyō Character Mini Album "Shining!!" Akizuki Maxi (犬とハサミは使いよう キャラクターミニアルバム「Shining!!」秋月マキシ) | Inu to Hasami wa Tsukaiyō Character Mini Album "Shining!!" Akizuki Maxi (犬とハサミは使いよう キャラクターミニアルバム「Shining!!」秋月マキシ) |
| STT | Nhan đề | Thời lượng |
| --- | --- | --- |
| 1. | "Wanwanwanwan N_1!! (Maxi ver.) (わんわんわんわんN_1!! (マキシ ver.))"                                                                         | 3:58 |
| 2. | "Lemonade Scandal (レモネイドスキャンダル)" | 4:26 |
| 3. | "Magical ☆ Love (マジカル☆ラブ)" | 4:08 |
| 4. | "KIRA-KIRA Shimashou? (KIRA-KIRAしましょう?)"                                                                                                  | 4:39 |
| 5. | "outshine" | 4:04 |
| 6. | "Lemonade Scandal with Men In Black (レモネイドスキャンダル ウィズ メンインブラック)"                                                          | 4:28 |
| 7. | "Wanwanwanwan N_1!! (Maxi ver.) (instrumental) (わんわんわんわんN_1!! (マキシ ver.) (instrumental))"                                           | 3:58 |
| 8. | "Magical☆Love (instrumental) (マジカル☆ラブ (instrumental))"                                                                                   | 4:08 |
| 9. | "KIRA-KIRA Shimashou? (instrumental) (KIRA-KIRAしましょう? (instrumental))"                                                                    | 4:39 |
| 10. | "outshine (instrumental)" | 4:04 |
| 11. | "Lemonade Scandal with Men In Black (instrumental) (レモネイドスキャンダル ウィズ メンインブラック (instrumental))"                            | 4:27 |
| Tổng thời lượng: | Tổng thời lượng: | 46:59 |

| Inu to Hasami wa Tsukaiyō Character Best Album "Inu Hasa no Uta" (犬とハサミは使いよう キャラクターベストアルバム「犬ハサのうた」) | Inu to Hasami wa Tsukaiyō Character Best Album "Inu Hasa no Uta" (犬とハサミは使いよう キャラクターベストアルバム「犬ハサのうた」) | Inu to Hasami wa Tsukaiyō Character Best Album "Inu Hasa no Uta" (犬とハサミは使いよう キャラクターベストアルバム「犬ハサのうた」) |
| STT | Nhan đề | Thời lượng |
| --- | --- | --- |
| 1. | "Wanwanwanwan N_1!! (わんわんわんわんN_1!!)"                                                                                       | 3:58 |
| 2. | "Lemonade Scandal (レモネイドスキャンダル)"                                                                                        | 4:26 |
| 3. | "Kaikan Parameter (快感パラメーター)"                                                                                              | 4:14 |
| 4. | "LITTLE SISTER SPICE MAGIC□" | 4:33 |
| 5. | "Koukotsu Paradigm (恍惚パラダイム)"                                                                                               | 4:29 |
| 6. | "Gomennasai, Watashi Nanka ga Utatte Shimatte Hontou ni Gomennasai (ごめんなさい、私なんかが歌ってしまってほんとうにごめんなさい)" | 4:04 |
| 7. | "Nade Nade Nadena! (なでなでなでな!)"                                                                                              | 4:09 |
| 8. | "Purgatorium Cerberus" | 3:56 |
| 9. | "Hakanaki Kisetsu ni Mau Chou yo (儚き季節に舞う蝶よ)"                                                                             | 4:54 |
| 10. | "Magical ☆ Love (マジカル☆ラブ)"                                                                                                   | 4:08 |
| 11. | "KIRA-KIRA Shimashou? (KIRA-KIRAしましょう?)"                                                                                      | 4:39 |
| 12. | "outshine" | 4:04 |
| 13. | "Lemonade Scandal with Men in Black (レモネイドスキャンダル ウィズ メンインブラック)"                                              | 4:28 |
| 14. | "BRIGHTEST LOVE!" | 4:09 |
| 15. | "WanWanWanWan N_1!! (Special ver.) (わんわんわんわんN_1!! (Special ver.))"                                                         | 3:58 |
| 16. | "Kinshin Choumai Madokaiser! (禁神超妹マドカイザー!)"                                                                              | 3:51 |
| 17. | "Eternal Spice" | 4:03 |
| Tổng thời lượng: | Tổng thời lượng: | 72:03 |